# Sant Climent de Peralta
Sant Climent de Peralta es una entidad de población española del municipio de Forallac, perteneciente a la provincia de Gerona, en la comunidad autónoma de Cataluña.

## Toponimia
El lugar puede aparecer referido con las grafías «Sant Climent de Peralta» y «San Clemente de Peralta».

## Historia
Hacia mediados del siglo XIX, el lugar, por entonces perteneciente al municipio de Peratallada, tenía contabilizada una población de 122 habitantes. Aparece descrito en el duodécimo volumen del Diccionario geográfico-estadístico-histórico de España y sus posesiones de Ultramar de Pascual Madoz con las siguientes palabras:

PERALTA (San Clemente de): l. en la prov. y dióc. de Gerona, part. jud. de La Bisbal, aud. terr., c. g. de Barcelona, ayunt. de Paratallada. sit. en un monte poblado de alcornoques; reinan con frecuencia los vientos del N. y SO.; el clima es templado y sano, y las enfermedades comunes son fiebres intermitentes. Tiene 30 casas diseminadas y una igl. parr. (S. Clemente) servida por un cura de ingreso, de provision real y ordinaria. El térm. confina: N. Peralta y San Feliú de Boada; E. Torrenti y Llufriu; S. Fitor, y O. Fonteta. El terreno es de ínfima calidad, montuoso, bastante poblado de alcornoques, robles y encinas: corre por él la riera á que da nombre el pueblo, y le cruzan varios caminos locales. prod.: centeno, bellotas y castañas; cria algun ganado vacuno. pobl.: 21 vec., 122 alm. cap. prod.: 1.391,200 rs. imp.: 34,780.
(Madoz, 1849, p. 804)

En la actualidad, pertenece al municipio de Forallac. En 2023, la entidad singular de población tenía empadronados 71 habitantes.